# Gabriel Messner
Gabriel Messner (Funes, 7 giugno 1997) è uno snowboarder italiano specializzato in slalom gigante parallelo e slalom parallelo.

## Biografia
Attivo in gare FIS dal 2012 e specializzato in slalom gigante parallelo e slalom parallelo, Messner ha esordito in Coppa del Mondo il 15 dicembre 2016, giungendo 31º nel gigante parallelo di Carezza vinto dll’austriaco Benjamin Karl. Il 1º dicembre 2024 a Mylin ha ottenuto il suo primo podio nel massimo circuito, chiudendo 3º nello slalom parallelo alle spalle del connazionale Maurizio Bormolini e dello stesso Karl. Ai Mondiali di Engadina 2025 ha vinto la medaglia d'argento nello slalom parallelo a squadre, in coppia con Jasmin Coratti.

## Palmarès

### Mondiali
- 1 medaglia:
  - 1 argento (slalom parallelo a squadre a Engadina 2025)

### Mondiali juniores
- 2 medaglie:
  - 2 bronzi (slalom gigante parallelo a Rogla 2016; slalom parallelo a Klínovec 2017)

### Coppa del Mondo
- Miglior piazzamento nella Coppa del Mondo di parallelo: 4º nel 2025
- 4 podi:
  - 2 secondi posti
  - 2 terzi posti